# Viviers-du-Lac
Viviers-du-Lac là một xã thuộc tỉnh Savoie trong vùng Auvergne-Rhône-Alpes ở đông nam nước Pháp.